# Turó de Gafatans
El Turó de Gafatans és una muntanya de 169 metres que es troba entre els municipis de Sant Pere de Ribes i d'Olivella, a la comarca del Garraf.